# Record canadesi del nuoto
I record canadesi del nuoto sono i tempi più veloci mai nuotati in una competizione, da un nuotatore rappresentante il Canada.
(Dati aggiornati al 23 febbraio 2024)

## Vasca lunga (50m)

### Uomini
| Gara                     | Tempo    | +                   | Atleta                                                                                     | Data           | Evento                  | Luogo                | Ref   |
| ------------------------ | -------- | ------------------- | ------------------------------------------------------------------------------------------ | -------------- | ----------------------- | -------------------- | ----- |
| Stile libero             |          |                     |                                                                                            |                |                         |                      |       |
| 50 m                     | 21"48    |                     | Joshua Liendo                                                                              | 18 maggio 2024 | Trials canadesi         | Toronto, Canada      | [ 1 ] |
| 100 m                    | 47"27    |                     | Brent Hayden                                                                               | 30 luglio 2009 | Campionati mondiali     | Roma, Italia         | [ 2 ] |
| 200 m                    | 1'46"39  | b                   | Antoine Sauve                                                                              | 12 giugno 2025 | Trials canadesi         | Victoria, Canada     |       |
| 400 m                    | 3'43"46  |                     | Ryan Cochrane                                                                              | 24 luglio 2014 | Giochi del Commonwealth | Glasgow, Regno Unito | [ 3 ] |
| 800 m                    | 7'41"86  | Record panamericano | Ryan Cochrane                                                                              | 27 luglio 2011 | Campionati mondiali     | Shanghai, Cina       | [ 4 ] |
| 1500 m                   | 14'39"63 |                     | Ryan Cochrane                                                                              | 04 agosto 2012 | Giochi olimpici         | Londra, Regno Unito  |       |
| Dorso                    |          |                     |                                                                                            |                |                         |                      |       |
| 50 m                     | 24"90    |                     | Javier Acevedo                                                                             | 29 marzo 2023  | Trials canadesi         | Toronto, Canada      | [ 5 ] |
| 100 m                    | 53"35    |                     | Markus Thormeyer                                                                           | 3 aprile 2019  | Trials canadesi         | Toronto, Canada      |       |
| 200 m                    | 1'56"54  |                     | Ethan Ekk                                                                                  | 11 giugno 2025 | Trials canadesi         | Victoria, Canada     |       |
| Rana                     |          |                     |                                                                                            |                |                         |                      |       |
| 50 m                     | 27"45    | b                   | Scott Dickens                                                                              | 28 luglio 2009 | Campionati mondiali     | Roma, Italia         | [ 6 ] |
| 100 m                    | 59"85    | b                   | Scott Dickens                                                                              | 28 luglio 2012 | Giochi olimpici         | Londra, Regno Unito  |       |
| 200 m                    | 2'08"84  | sf                  | Mike Brown                                                                                 | 13 agosto 2008 | Giochi olimpici         | Pechino, Cina        |       |
| Farfalla                 |          |                     |                                                                                            |                |                         |                      |       |
| 50 m                     | 22"68    |                     | Ilya Kharun                                                                                | 12 giugno 2025 | Trials canadesi         | Victoria, Canada     |       |
| 100 m                    | 49"99    |                     | Joshua Liendo                                                                              | 3 agosto 2024  | Giochi olimpici         | Parigi, Francia      |       |
| 200 m                    | 1'52"80  |                     | Ilya Kharun                                                                                | 31 luglio 2024 | Giochi olimpici         | Parigi, Francia      |       |
| Misti                    |          |                     |                                                                                            |                |                         |                      |       |
| 200 m                    | 1'56"07  |                     | Finlay Knox                                                                                | 18 maggio 2024 | Trials canadesi         | Toronto, Canada      | [ 7 ] |
| 400 m                    | 4'11"41  | b                   | Brian Johns                                                                                | 9 agosto 2008  | Giochi olimpici         | Pechino, Cina        |       |
| Staffette a stile libero |          |                     |                                                                                            |                |                         |                      |       |
| 4x100 m                  | 3'10"82  |                     | Brent Hayden (47"99) Joshua Liendo (47"51) Yuri Kisil (47"15) Markus Thormeyer (48"17)     | 26 luglio 2021 | Giochi olimpici         | Tokyo, Giappone      |       |
| 4x200 m                  | 7'05"77  |                     | Colin Russell (1'46"89) Brian Johns (1'47"61) Brent Hayden (1'44"42) Andrew Hurd (1'46"85) | 13 agosto 2008 | Giochi olimpici         | Pechino, Cina        |       |
| Staffetta mista          |          |                     |                                                                                            |                |                         |                      |       |
| 4x100 m                  | 3'31"02  | b                   | Pascal Wollach (53"90) Matthieu Bois (58"86) Joe Bartoch (51"39) Brent Hayden (46"87)      | 2 agosto 2009  | Campionati mondiali     | Roma, Italia         | [ 8 ] |

Legenda:  - Record del mondo;  - Record americano;

Record non ottenuti in finale: (b) - batteria; (sf) - semifinale; (s) - staffetta prima frazione.

### Donne
| Gara                     | Tempo    | +                   | Atleta                                                                                             | Data           | Evento                  | Luogo                                  | Ref    |
| ------------------------ | -------- | ------------------- | -------------------------------------------------------------------------------------------------- | -------------- | ----------------------- | -------------------------------------- | ------ |
| Stile libero             |          |                     | |                |                         |                                        |        |
| 50 m                     | 24"26    |                     | Taylor Ruck                                                                                        | 7 aprile 2018  | Giochi del Commonwealth | Gold Coast, Australia                  |        |
| 100 m                    | 52"59    |                     | Penny Oleksiak                                                                                     | 30 luglio 2021 | Giochi olimpici         | Tokyo, Giappone                        |        |
| 200 m                    | 1'53"65  |                     | Summer McIntosh                                                                                    | 26 luglio 2023 | Campionati mondiali     | Fukuoka, Giappone                      |        |
| 400 m                    | 3'54"18  | Record mondiale     | Summer McIntosh                                                                                    | 7 giugno 2025  | Trials canadesi         | Victoria, Canada                       |        |
| 800 m                    | 8'05"07  |                     | Summer McIntosh                                                                                    | 8 giugno 2025  | Trials canadesi         | Victoria, Canada                       |        |
| 1500 m                   | 15'57"15 |                     | Brittany MacLean                                                                                   | 24 agosto 2014 | Campionati panpacifici  | Gold Coast, Australia                  | [ 9 ]  |
| Dorso                    |          |                     | |                |                         |                                        |        |
| 50 m                     | 27"13    |                     | Kylie Masse                                                                                        | 1 maggio 2025  | Trials canadesi         | Fort Lauderdale, Stati Uniti d'America |        |
| 100 m                    | 57"70    |                     | Kylie Masse                                                                                        | 19 giugno 2021 | Trials canadesi         | Toronto, Canada                        |        |
| 200 m                    | 2'05"42  |                     | Kylie Masse                                                                                        | 31 luglio 2021 | Giochi olimpici         | Tokyo, Giappone                        |        |
| Rana                     |          |                     | |                |                         |                                        |        |
| 50 m                     | 30"23    |                     | Amanda Reason                                                                                      | 8 luglio 2009  | TYR Pro Swim Series     | Montréal, Canada                       | [ 10 ] |
| 100 m                    | 1'05"74  |                     | Annamay Pierse                                                                                     | 9 luglio 2009  | Trials canadesi         | Montréal, Canada                       | [ 11 ] |
| 200 m                    | 2'20"12  | sf                  | Annamay Pierse                                                                                     | 30 luglio 2009 | Campionati mondiali     | Roma, Italia                           | [ 12 ] |
| Farfalla                 |          |                     | |                |                         |                                        |        |
| 50 m                     | 25"62    |                     | Penny Oleksiak                                                                                     | 29 luglio 2017 | Campionati mondiali     | Budapest, Ungheria                     | [ 13 ] |
| 100 m                    | 55"59    |                     | Margaret MacNeil                                                                                   | 26 luglio 2021 | Giochi olimpici         | Tokyo, Giappone                        |        |
| 200 m                    | 2'02"26  | Record panamericano | Summer McIntosh                                                                                    | 10 giugno 2025 | Trials canadesi         | Victoria, Canada                       |        |
| Misti                    |          |                     | |                |                         |                                        |        |
| 200 m                    | 2'05"70  | Record mondiale     | Summer McIntosh                                                                                    | 9 giugno 2025  | Trials canadesi         | Victoria, Canada                       |        |
| 400 m                    | 4'23"65  | Record mondiale     | Summer McIntosh                                                                                    | 11 giugno 2025 | Trials canadesi         | Victoria, Canada                       |        |
| Staffette a stile libero |          |                     | |                |                         |                                        |        |
| 4x100 m                  | 3'31"78  |                     | Kayla Sanchez (53"72) Taylor Ruck (52"19) Penny Oleksiak (52"69) Margaret MacNeil (53"18)          | 21 luglio 2019 | Campionati mondiali     | Gwangju, Corea del Sud                 |        |
| 4x200 m                  | 7'43"77  |                     | Summer McIntosh (1'55"74) Rebecca Smith (1'57"30) Kayla Sanchez (1'55"59) Penny Oleksiak (1'55"14) | 29 luglio 2021 | Giochi olimpici         | Tokyo, Giappone                        |        |
| Staffetta mista          |          |                     | |                |                         |                                        |        |
| 4x100 m                  | 3'52"60  |                     | Kylie Masse (57"90) Sydney Pickrem (1'07"17) Margaret MacNeil (55"27) Penny Oleksiak (52"26)       | 01 agosto 2021 | Giochi olimpici         | Tokyo, Giappone                        |        |

Legenda:  - Record del mondo;  - Record americano;

Record non ottenuti in finale: (b) - batteria; (sf) - semifinale; (s) - staffetta prima frazione.

### Mista
| Gara                     | Tempo   | + | Atleta                                                                                    | Data           | Evento              | Luogo              | Ref    |
| ------------------------ | ------- | - | ----------------------------------------------------------------------------------------- | -------------- | ------------------- | ------------------ | ------ |
| Staffetta a stile libero |         |   |                                                                                           |                |                     |                    |        |
| 4x100 m                  | 3'20"61 |   | Joshua Liendo (48"02) Javier Acevedo (47"96) Kayla Sanchez (52"52) Penny Oleksiak (52"11) | 24 giugno 2022 | Campionati mondiali | Budapest, Ungheria |        |
| Staffetta mista          |         |   |                                                                                           |                |                     |                    |        |
| 4x100 m                  | 3'41"25 |   | Kylie Masse (58"22) Richard Funk (59"14) Penny Oleksiak (56"18) Yuri Kisil (47"71)        | 26 luglio 2017 | Campionati mondiali | Budapest, Ungheria | [ 14 ] |

Legenda:  - Record del mondo;  - Record americano;

Record non ottenuti in finale: (b) - batteria; (sf) - semifinale; (s) - staffetta prima frazione.

## Vasca corta (25m)

### Uomini
| Gara                     | Tempo    | +                   | Atleta                                                                                              | Data             | Evento                           | Luogo                               | Ref    |
| ------------------------ | -------- | ------------------- | --------------------------------------------------------------------------------------------------- | ---------------- | -------------------------------- | ----------------------------------- | ------ |
| Stile libero             |          |                     | |                  |                                  |                                     |        |
| 50 m                     | 20"76    |                     | Joshua Liendo                                                                                       | 19 dicembre 2021 | Campionati mondiali              | Abu Dhabi, Emirati Arabi Uniti      |        |
| 100 m                    | 45"56    |                     | Brent Hayden                                                                                        | 14 novembre 2009 | Coppa del Mondo                  | Berlino, Germania                   | [ 15 ] |
| 200 m                    | 1'40"80  |                     | Brent Hayden                                                                                        | 15 novembre 2009 | Coppa del Mondo                  | Berlino, Germania                   | [ 16 ] |
| 400 m                    | 3'39"10  |                     | Ryan Cochrane                                                                                       | 6 agosto 2009    | British Grand Prix               | Leeds, Regno Unito                  | [ 17 ] |
| 800 m                    | 7'38"44  | [ 18 ]              | Ryan Cochrane                                                                                       | 7 dicembre 2014  | Campionati mondiali              | Doha, Qatar                         | [ 19 ] |
| 1500 m                   | 14'23"35 |                     | Ryan Cochrane                                                                                       | 7 dicembre 2014  | Campionati mondiali              | Doha, Qatar                         | [ 19 ] |
| Dorso                    |          |                     | |                  |                                  |                                     |        |
| 50 m                     | 23"03    | sf                  | Finlay Knox                                                                                         | 12 dicembre 2024 | Campionati mondiali              | Budapest, Ungheria                  |        |
| 100 m                    | 49"39    |                     | Blake Tierney                                                                                       | 11 dicembre 2024 | Campionati mondiali              | Budapest, Ungheria                  |        |
| 200 m                    | 1'49"74  |                     | Javier Acevedo                                                                                      | 3 novembre 2022  | Coppa del Mondo                  | Indianapolis, Stati Uniti d'America |        |
| Rana                     |          |                     | |                  |                                  |                                     |        |
| 50 m                     | 26"30    | b                   | Finlay Knox                                                                                         | 14 dicembre 2024 | Campionati mondiali              | Budapest, Ungheria                  |        |
| 100 m                    | 57"10    |                     | Paul Kornfeld                                                                                       | 7 agosto 2009    | British Grand Prix               | Leeds, Regno Unito                  | [ 20 ] |
| 200 m                    | 2'03"26  |                     | Paul Kornfeld                                                                                       | 9 agosto 2009    | British Grand Prix               | Leeds, Regno Unito                  | [ 21 ] |
| Farfalla                 |          |                     | |                  |                                  |                                     |        |
| 50 m                     | 21"67    | Record panamericano | Ilya Kharun                                                                                         | 11 dicembre 2024 | Campionati mondiali              | Budapest, Ungheria                  |        |
| 100 m                    | 49"03    |                     | Ilya Kharun                                                                                         | 18 dicembre 2022 | Campionati mondiali              | Melbourne, Australia                |        |
| 200 m                    | 1'48"24  | Record panamericano | Ilya Kharun                                                                                         | 12 dicembre 2024 | Campionati mondiali              | Budapest, Ungheria                  |        |
| Misti                    |          |                     | |                  |                                  |                                     |        |
| 100 m                    | 51"05    |                     | Javier Acevedo                                                                                      | 16 dicembre 2022 | Campionati mondiali              | Melbourne, Australia                |        |
| 200 m                    | 1'50"90  |                     | Finlay Knox                                                                                         | 10 dicembre 2024 | Campionati mondiali              | Budapest, Ungheria                  |        |
| 400 m                    | 4'00"57  |                     | Tristan Jankovics                                                                                   | 14 dicembre 2024 | Campionati mondiali              | Budapest, Ungheria                  |        |
| Staffette a stile libero |          |                     | |                  |                                  |                                     |        |
| 4x50 m                   | 1'26"94  |                     | Andrew Poznikoff (22"16) David Hibberd (21"16) Steven Hibberd (21"81) Ben Berg (21"81)              | 1º agosto 2014   | SFU Grand Prix                   | Burnaby, Canada                     | [ 22 ] |
| 4x100 m                  | 3'07"10  |                     | Ruslan Gaziev (47"08) Yuri Kisil (46"41) Javier Acevedo (46"18) Ilya Kharun (47"43)                 | 13 dicembre 2022 | Campionati mondiali              | Melbourne, Australia                |        |
| 4x200 m                  | 6'51"05  |                     | Colin Russell (1'43"60) Stefan Hirniak (1'43"41) Brent Hayden (1'41"49) Joel Greenshields (1'42"55) | 7 agosto 2009    | British Grand Prix               | Leeds, Regno Unito                  | [ 23 ] |
| Staffette miste          |          |                     | |                  |                                  |                                     |        |
| 4x50 m                   | 1'37"24  |                     | Markus Thormeyer (24"48) Jaren Lefranc (27"80) Josiah Binnema (23"17) Alex Loginov (21"79)          | 3 novembre 2018  | Odlum Brown Colleges Cup Pacific | Vancouver, Canada                   |        |
| 4x100 m                  | 3'21"17  |                     | Blake Tierney (49"87) Finlay Knox (56"71) Ilya Kharun (48"66) Yuri Kisil (45"93)                    | 15 dicembre 2024 | Campionati mondiali              | Budapest, Ungheria                  |        |

Legenda:  - Record del mondo;  - Record americano;

Record non ottenuti in finale: (b) - batteria; (sf) - semifinale; (s) - staffetta prima frazione.

### Donne
| Gara                     | Tempo    | +                   | Atleta                                                                                              | Data             | Evento                        | Luogo                               | Ref    |
| ------------------------ | -------- | ------------------- | --------------------------------------------------------------------------------------------------- | ---------------- | ----------------------------- | ----------------------------------- | ------ |
| Stile libero             |          |                     | |                  |                               |                                     |        |
| 50 m                     | 23"71    |                     | Kayla Sanchez                                                                                       | 24 novembre 2019 | International Swimming League | Londra, Regno Unito                 |        |
| 100 m                    | 51"45    |                     | Kayla Sanchez                                                                                       | 14 dicembre 2018 | Campionati britannici         | Sheffield, Regno Unito              |        |
| 200 m                    | 1'51"49  | Record panamericano | Mary-Sophie Harvey                                                                                  | 15 dicembre 2024 | Campionati mondiali           | Budapest, Ungheria                  |        |
| 400 m                    | 3'50"25  | Record mondiale     | Summer McIntosh                                                                                     | 10 dicembre 2024 | Campionati mondiali           | Budapest, Ungheria                  |        |
| 800 m                    | 8'07"12  |                     | Summer McIntosh                                                                                     | 5 novembre 2022  | Coppa del Mondo               | Indianapolis, Stati Uniti d'America |        |
| 1500 m                   | 15'58"93 |                     | Emma Finlin                                                                                         | 14 dicembre 2023 | OSC JP Fiset Invitational     | Edmonton, Canada                    |        |
| Dorso                    |          |                     | |                  |                               |                                     |        |
| 50 m                     | 25"25    |                     | Margaret MacNeil                                                                                    | 16 dicembre 2022 | Campionati mondiali           | Melbourne, Australia                |        |
| 100 m                    | 55"22    |                     | Kylie Masse                                                                                         | 17 dicembre 2021 | Campionati mondiali           | Abu Dhabi, Emirati Arabi Uniti      |        |
| 200 m                    | 1'59"96  |                     | Summer McIntosh                                                                                     | 15 dicembre 2024 | Campionati mondiali           | Budapest, Ungheria                  |        |
| Rana                     |          |                     | |                  |                               |                                     |        |
| 50 m                     | 29"96    |                     | Amanda Reason                                                                                       | 11 marzo 2009    | Campionati canadesi           | Toronto, Canada                     | [ 24 ] |
| 100 m                    | 1'04"22  |                     | Kelsey Wog                                                                                          | 8 dicembre 2023  | Prairie Winter Invitational   | Winnipeg, Canada                    |        |
| 200 m                    | 2'16"83  |                     | Annamay Pierse                                                                                      | 7 agosto 2009    | British Grand Prix            | Leeds, Regno Unito                  | [ 25 ] |
| Farfalla                 |          |                     | |                  |                               |                                     |        |
| 50 m                     | 24"64    |                     | Margaret MacNeil                                                                                    | 14 dicembre 2022 | Campionati mondiali           | Melbourne, Australia                |        |
| 100 m                    | 54"05    | Record mondiale     | Margaret MacNeil                                                                                    | 18 dicembre 2022 | Campionati mondiali           | Melbourne, Australia                |        |
| 200 m                    | 1'59"32  |                     | Summer McIntosh                                                                                     | 12 dicembre 2024 | Campionati mondiali           | Budapest, Ungheria                  |        |
| Misti                    |          |                     | |                  |                               |                                     |        |
| 100 m                    | 57"04    |                     | Mary-Sophie Harvey                                                                                  | 13 dicembre 2024 | Campionati mondiali           | Budapest, Ungheria                  |        |
| 200 m                    | 2'04"00  |                     | Sydney Pickrem                                                                                      | 21 novembre 2020 | International Swimming League | Budapest, Ungheria                  |        |
| 400 m                    | 4'15"48  | Record mondiale     | Summer McIntosh                                                                                     | 14 dicembre 2024 | Campionati mondiali           | Budapest, Ungheria                  |        |
| Staffette a stile libero |          |                     | |                  |                               |                                     |        |
| 4x50 m                   | 1'35"00  |                     | Michelle Williams (24"07) Sandrine Mainville (23"62) Taylor Ruck (23"77) Penny Oleksiak (23"54)     | 11 dicembre 2016 | Campionati mondiali           | Windsor, Canada                     | [ 26 ] |
| 4x100 m                  | 3'28"06  |                     | Rebecca Smith (52"68) Taylor Ruck (51"49) Margaret MacNeil (51"11) Katerine Savard (52"78)          | 13 dicembre 2022 | Campionati mondiali           | Melbourne, Australia                |        |
| 4x200 m                  | 7'32"96  | Record panamericano | Summer McIntosh (1'54"30) Kayla Sanchez (1'52"97) Katerine Savard (1'54"01) Rebecca Smith (1'51"68) | 20 dicembre 2021 | Campionati mondiali           | Abu Dhabi, Emirati Arabi Uniti      |        |
| Staffette miste          |          |                     | |                  |                               |                                     |        |
| 4x50 m                   | 1'44"16  |                     | Kylie Masse (25"92) Sydney Pickrem (29"89) Margaret MacNeil (24"85) Kayla Sanchez (23"50)           | 17 dicembre 2021 | Campionati mondiali           | Abu Dhabi, Emirati Arabi Uniti      |        |
| 4x100 m                  | 3'47"36  |                     | Kylie Masse (55"76) Sydney Pickrem (1'04"97) Margaret MacNeil (55"30) Kayla Sanchez (51"33)         | 21 dicembre 2021 | Campionati mondiali           | Abu Dhabi, Emirati Arabi Uniti      |        |

Legenda:  - Record del mondo;  - Record americano;

Record non ottenuti in finale: (b) - batteria; (sf) - semifinale; (s) - staffetta prima frazione.

### Mista
| Gara                     | Tempo   | + | Atleta                                                                                  | Data             | Evento              | Luogo                          | Ref |
| ------------------------ | ------- | - | --------------------------------------------------------------------------------------- | ---------------- | ------------------- | ------------------------------ | --- |
| Staffetta a stile libero |         |   |                                                                                         |                  |                     |                                |     |
| 4x50 m                   | 1'28"55 |   | Joshua Liendo (20"94) Yuri Kisil (20"99) Kayla Sanchez (23"51) Margaret MacNeil (23"11) | 17 dicembre 2021 | Campionati mondiali | Abu Dhabi, Emirati Arabi Uniti |     |
| Staffetta mista          |         |   |                                                                                         |                  |                     |                                |     |
| 4x50 m                   | 1'36"93 |   | Kylie Masse (25"71) Javier Acevedo (25"95) Ilya Kharun (22"12) Margaret MacNeil (23"15) | 14 dicembre 2022 | Campionati mondiali | Melbourne, Australia           |     |

Legenda:  - Record del mondo;  - Record americano;

Record non ottenuti in finale: (b) - batteria; (sf) - semifinale; (s) - staffetta prima frazione.